# Angela af Liechtenstein
Prinsesse Angela af Liechtenstein (født Angela Gisela Brown, 3. februar 1958) er en modedesigner og ægtefælle til Prins Maximilian af Liechtenstein.